# Natalia Petrusiova
Natalia Petrusiova (n. 2 septembrie 1955, Pavlovski Posad, RSFS Rusă, URSS) este o sportivă sovietică, medaliată olimpică. A participat la 3 ediții ale Jocurilor Olimpice (1976, 1980, 1984) în care a câștigat o medalie de aur și 3 medalii de bronz.